# Эти отвратительные китайцы
«Эти отвратительные китайцы» (кит. трад. 醜陋的中國人, упр. 丑陋的中国人) — публицистическое произведение тайваньского писателя и диссидента Бо Яна, в котором автор в сатирической манере сравнивает китайскую культуру с западной и описывает пороки и недостатки китайской культуры. «Отвратительнее всего то, что мы сами не знаем насколько отвратительны», — заявляет писатель. Бо Ян указывает на неаккуратность китайцев, их нецивилизованное поведение, равнодушие к окружающим и т. д.
Книга была издана на Тайване в 1984 году. В следующем году она была издана на материковом Китае, где сразу же стала бестселлером. Однако уже в следующем году правительство КНР запретило выпуск не только этой книги, но и всех остальных работ Бо Яна (запрет был снят в 2004 году). Всего на материке книга была выпущена 6 раз, при этом содержание каждый раз отличалось (самым полным по содержанию было первое издание, самым сокращённым стало последнее).
Тайваньский историк, популяризатор истории и общественный комментатор Ли Ао в своей книге «Исследование этих отвратительных китайцев» отмечал, что Бо Ян взял распространённые стереотипы и негативные впечатления об отдельных людях и перенёс их на всю китайскую нацию.